# Batteria dello Chaberton
La batteria dello Chaberton (detta anche forte dello Chaberton) è una fortificazione eretta dal Regio Esercito nell'alta Val di Susa tra il 1898 e il 1910, con successivi ulteriori interventi. Situato sulla cima del monte Chaberton a 3130 m s.l.m., è tuttora il forte più alto d'Europa, annesso alla Francia dopo la fine della seconda guerra mondiale.

## Storia
(on. Attilio Brunialti, articolo su Rivista mensile del Club Alpino Italiano, vol. V-1886, p. 255)
La progettazione della fortificazione risale a fine '800, quando, nell'ambito della Triplice Alleanza, l'Italia perseguiva un piano di miglioramento dell'apparato di fortificazioni sul confine con la Francia. La vetta dello Chaberton fu scelta per la sua posizione strategica, per la sua inaccessibilità e per l'impossibilità di colpirla con le armi a tiro curvo dell'epoca. Questo spiega la realizzazione di batterie sopraelevate con cannoni piazzati in torrette rotanti e senza protezione adeguata a colpi di cannone o mortaio che non erano realizzabili ai primi del '900 (ma non dai mortai moderni della Seconda Guerra Mondiale). Il progetto fu quello di un'opera autonoma ad azione lontana, ovvero con il fine di bombardare postazioni militari anche a notevole distanza in territorio straniero.
I lavori ebbero inizio nel 1898, con il tracciamento della strada che univa l'allora comune di Fenils (oggi frazione di Cesana Torinese) alla vetta del monte. I lavori, sotto la guida del maggiore del Genio Luigi Pollari Maglietta, terminarono nel 1910, ma già nel 1906 la batteria fu armata con 8 cannoni da 149/35 A. in torretta corazzata tipo A.M.
Durante la prima guerra mondiale il forte fu disarmato, e i cannoni furono utilizzati sul fronte orientale. In questo periodo non vi fu presidio al forte, che riprese comunque subito dopo la fine delle ostilità.
Il miglioramento degli armamenti aveva reso il forte vulnerabile al tiro dei mortai. Per migliorare la situazione, negli anni trenta si iniziò a ristrutturare pesantemente il forte, con l'intenzione di portare tutto in caverna. Nel quadro del Vallo Alpino vennero inoltre realizzati il centro in caverna del colle dello Chaberton e la batteria B14 del Petit Vallon.
Questa batteria durante la costruzione del Vallo, fu inserita come caposaldo del VII Settore di Copertura Monginevro, settore che avrebbe dovuto garantire il controllo di accesso alla Val di Susa attraverso Monginevro e Claviere, e al contempo essere in grado di colpire la Val Claree e Briançon.
Dopo che l'Italia ebbe dichiarato guerra alla Francia il 10 giugno 1940 il forte divenne attivo per la prima volta: venne utilizzato per bombardare obiettivi militari francesi, senza peraltro causare danni militarmente significativi. Nel vicino forte francese dello Janus è visibile una torretta di avvistamento corazzata sopra un'opera di cemento, in cui l'acciaio della torretta fu parzialmente distorto, ma non perforato, da una delle granate da 149 della batteria lanciate il 20 giugno 1940. L'esercito francese reagì il giorno seguente.
Il mattino del 21 giugno 1940 i francesi cominciarono a bombardare con quattro obici d'assedio Schneider 280 mm Mle 1914; il bombardamento fu temporaneamente sospeso per la nebbia, ma nel pomeriggio riprese, ed una volta aggiustato il tiro i mortai francesi in breve tempo misero fuori uso sei delle otto torrette del forte, causando nove morti e cinquanta feriti, mettendo fuori uso la teleferica di servizio del forte, e causando danni notevoli alle strutture. Il giorno seguente il duello proseguì con minore intensità. Con l'armistizio del 25 giugno, il forte cessò l'attività.
Abbandonato dopo l'8 settembre 1943, fu poi occupato da reparti della Folgore della RSI nell'autunno del 1944, per poi essere definitivamente abbandonato dopo la resa della Germania e della RSI nel 1945.
Con i trattati di Parigi del 1947, l'intero monte Chaberton, e quindi il forte, passarono in territorio francese. Abbandonato, il forte venne svuotato di tutte le strutture metalliche nel 1957. Nel 1987 venne chiusa al traffico anche la rotabile che congiungeva Fenils con la vetta.
Il 1º febbraio 2022 è morto a 102 anni Enrico Ronchetti, l’ultimo artigliere superstite dell'attacco subito dal forte Chaberton.

## Caratteristiche
Nella sua prima incarnazione, il forte era costituito da strutture in muratura a cielo aperto, disposte sulla vetta del monte. Questa era stata spianata ed abbassata di circa 6 m per permettere la costruzione delle opere; sul lato italiano fu creato un gradino roccioso alto circa 12 m, alla cui base furono realizzate le opere in muratura. Il forte si sviluppava in lunghezza lungo questo scalino; due lunghi corridoi davano accesso a diversi locali, che fungevano da camerate, magazzini, infermeria, comando, cucine. Sul tetto sorgevano otto torri in muratura ricoperte di blocchetti di calcestruzzo, alte poco più di 7 m e con un interasse di 6 m tra di loro; sulla cima delle torri erano disposti i cannoni. La cima di ogni torre era raggiungibile con una scala a chiocciola metallica interna. Il deposito principale delle munizioni era invece in un'opera in caverna sottostante le opere in muratura.
L'armamento di ogni torre era costituito da un cannone da 149/35 A., ospitato in una torretta corazzata girevole. La torretta aveva una forma simile a quelle delle torrette utilizzate nelle installazioni navali, con un'armatura leggera (5 cm al massimo nella parte frontale, 2,5 cm sul tetto, 1,5 cm nelle parti posteriori), fornita dalla ditta Armstrong e nota con il nome specifico di Armstrong Montagna. La corazzatura era progettata per proteggere i serventi al pezzo (7 per ogni cannone) dalle schegge, e non da colpi diretti, in quanto all'epoca della progettazione non esisteva alcuna arma a tiro curvo in grado di raggiungere le torrette.
Nel corso degli interventi degli anni '30, le strutture di servizio furono portate in caverna. Il progetto iniziale prevedeva di portare in caverna anche gli armamenti, ma ciò non fu mai fatto, per mancanza sia di fondi che di volontà politica.

Pianta della Batteria dello Chaberton nel 1934, al termine dei lavori di costruzione.

## Accesso e visita

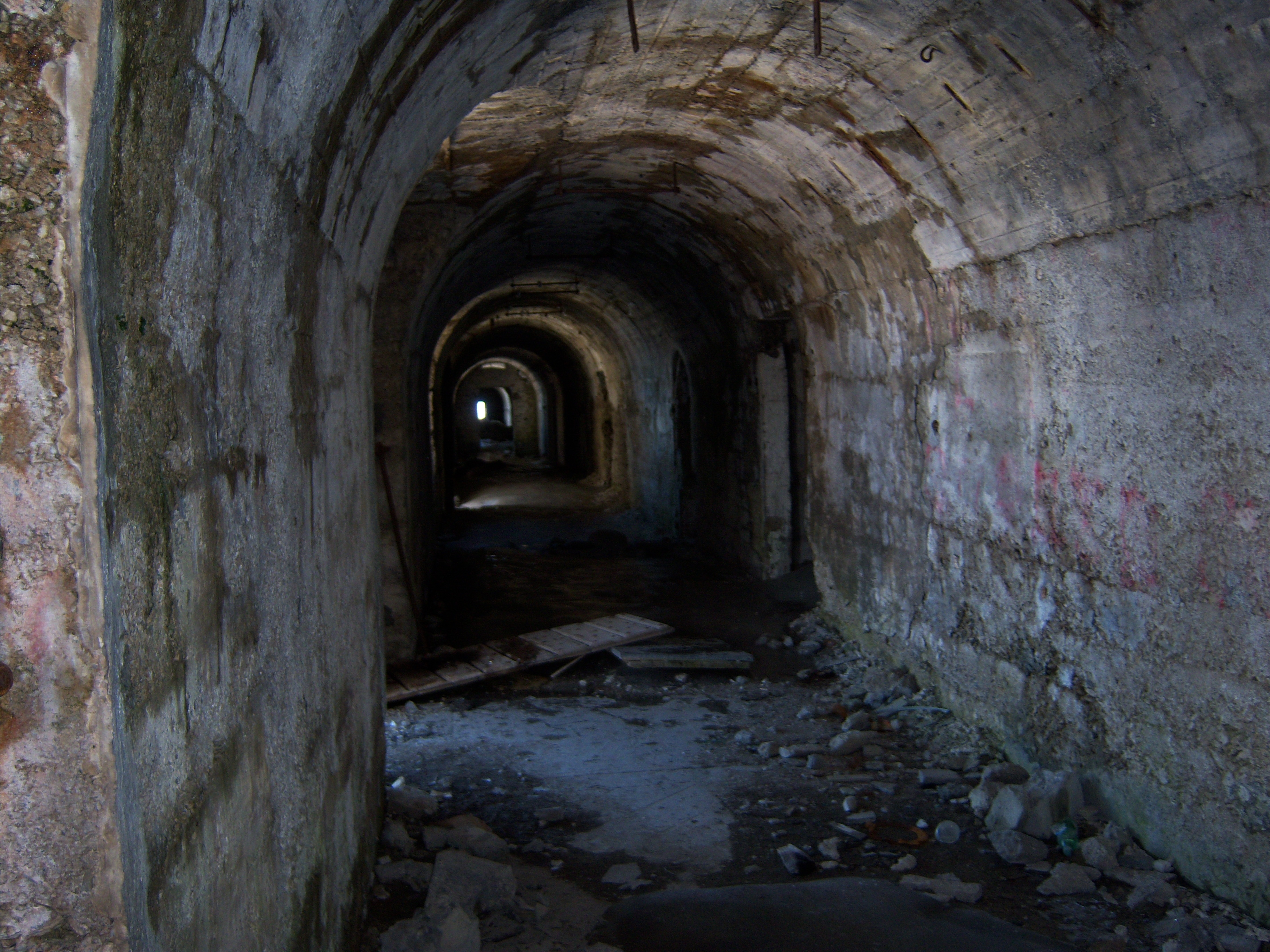
Interno della galleria anteriore della Batteria allo stato di conservazione nel 2010

Il forte è oggi accessibile a piedi o in mountain bike (la ciclabilità in salita a partire da Grange Quagliet è però quasi nulla a causa della pendenza della strada e dal fondo sconnesso) percorrendo la vecchia strada militare da Fenils, oppure solo a piedi partendo da Claviere e risalendo il vallone delle Baisses fino al Colle dello Chaberton, da cui riprendere la strada militare. Si noti che l'accesso alla strada militare con mezzi a motore è proibito, e la Gendarmerie francese è molto solerte nel far rispettare il divieto. Un'altra opportunità di salita alla vetta è la lunga via ferrata, suddivisa in 3 sezioni, che partendo dal Ponte tibetano di Cesana Claviere conduce alla cima in circa 5-6 ore, risalendo il versante esposto a Sud.
È possibile visitare sia le opere a cielo aperto che quelle in sotterraneo. Per queste ultime, è opportuno attrezzarsi in maniera consona: oltre a provvedere all'illuminazione, si deve tenere conto che molte gallerie sono ingombre dal ghiaccio, e per accedere ad alcune zone si devono utilizzare tecniche di tipo alpinistico, quali l'uso di corda e ramponi.
Si deve inoltre tenere conto che si ha a che fare con strutture prive di manutenzione da decenni, che sono state sottoposte in passato a bombardamento e che hanno subito l'effetto delle intemperie; la stabilità delle strutture dunque è tutt'altro che garantita.